# Хукстра, Петер
Петер Хукстра (нидерл. Peter Hoekstra; род. 4 апреля 1973, Ассен, Дренте) — нидерландский футболист, левый нападающий. Наиболее известен по выступлениям за клубы «Аякс», ПСВ, «Сток Сити» и за сборную Нидерландов. Трёхкратный чемпион Нидерландов и обладатель Кубка Нидерландов.

## Клубная карьера
Профессиональную карьеру Хукстра начал в клубе ПСВ, в основной команде которого он дебютировал в 1991 году. Проведя в ПСВ 5 сезонов, он в 1996 году перешёл за 2 млн. фунтов, в сильнейший клуб нидерландского футбола тех лет «Аякс». В «Аяксе» карьера Хукстры поначалу складывалась неплохо, но в дальнейшем в результате травм он потерял место в основном составе, и последние два года своего контракта с «Аяксом» провёл в аренде в не самых сильных клубах. В 2001 году он перешёл в клуб второго дивизиона Футбольной лиги Англии «Сток Сити», в котором спустя 3 года и завершил свою карьеру.

## Карьера в сборной
В составе национальной сборной Хукстра дебютировал 24 апреля 1996 года, в товарищеском матче со сборной Германии. Всего провёл за сборную 5 матчей, голов не забивал. Принимал участие в чемпионате Европы 1996 года.

## Статистика

### Матчи Хукстры за сборную Нидерландов
| Матчи Хукстры за сборную Нидерландов | Матчи Хукстры за сборную Нидерландов | Матчи Хукстры за сборную Нидерландов | Матчи Хукстры за сборную Нидерландов | Матчи Хукстры за сборную Нидерландов | Матчи Хукстры за сборную Нидерландов |
| ------------------------------------ | ------------------------------------ | ------------------------------------ | ------------------------------------ | ------------------------------------ | ------------------------------------ |
| №                                    | Дата                                 | Соперник                             | Счёт                                 | Голы Хукстры                         | Соревнование                         |
| 1                                    | 24 апреля 1996                       | Германия                             | 0:1                                  | —                                    | Товарищеский матч                    |
| 2                                    | 29 мая 1996                          | Китай                                | 2:0                                  | —                                    | Товарищеский матч                    |
| 3                                    | 4 июня 1996                          | Ирландия                             | 3:1                                  | —                                    | Товарищеский матч                    |
| 4                                    | 13 июня 1996                         | Швейцария                            | 2:0                                  | —                                    | Чемпионат Европы 1996                |
| 5                                    | 18 июня 1996                         | Англия                               | 1:4                                  | —                                    | Чемпионат Европы 1996                |

Итого: 5 матчей / 0 голов; 3 победы, 0 ничьих, 2 поражения.

## Достижения
ПСВ
- Чемпион Нидерландов: 1991/92

«Аякс»
- Чемпион Нидерландов: 1995/96 и 1997/98
- Обладатель Кубка Нидерландов: 1997/98